# Lastheneia von Mantineia
Lastheneia von Mantineia (altgriechisch Λασθένεια Lasthéneia) war eine antike griechische Philosophin. Sie lebte im 4. Jahrhundert v. Chr. und nahm in der Platonischen Akademie in Athen, der von Platon gegründeten Philosophenschule, am Unterricht teil.

## Leben
Lastheneia stammte aus der Stadt Mantineia in Arkadien. Über ihre Familie und Jugend ist nichts bekannt. Sie ist eine der beiden Frauen, die nach einer Mitteilung des Doxographen Diogenes Laertios Schülerinnen Platons waren. Die andere ist Axiothea von Phleius. Diogenes beruft sich auf Dikaiarchos, einen Schüler des Aristoteles, der aber wohl nur Axiothea erwähnte. Außerdem berichtet Diogenes von einer Überlieferung, der zufolge Lastheneia und Axiothea auch Schülerinnen von Platons Neffen Speusippos waren. Speusippos hatte als Nachfolger seines verstorbenen Onkels das Amt des Scholarchen (Schuloberhaupts) der Akademie übernommen, das er von 348/347 bis zu seinem Tod (339/338) ausübte. Ferner geht aus Angaben des Diogenes Laertios und des Athenaios hervor, dass Lastheneia in einem fiktiven Brief, den angeblich der Tyrann Dionysios II. von Syrakus an Speusippos richtete, erwähnt wurde. Der unbekannte Verfasser des Briefs warf Speusippos, der ein politischer Gegner des Tyrannen war, Genussliebe vor und unterstellte ihm ein erotisches Verhältnis zu Lastheneia. Ob die Unterstellung einen historischen Kern hat, ist unbekannt.
Eine philosophische Betätigung von Frauen war damals ungewöhnlich und wurde daher in den Quellen als Besonderheit vermerkt. Platon war aber der Überzeugung, dass es im Staat keine spezifisch weiblichen oder spezifisch männlichen Aufgaben gebe und daher beide Geschlechter die gleiche Ausbildung erhalten sollten. Konsequenterweise ließ er Frauen zum philosophischen Unterricht in seiner Schule zu.      
Der spätantike Neuplatoniker Iamblichos von Chalkis führt in seiner Liste der bedeutendsten Pythagoreerinnen eine Frau namens Lastheneia aus Arkadien an. Dies hat in der Forschung zur Vermutung geführt, dass die historischen Personen Lastheneia und Axiothea Pythagoreerinnen waren und erst eine spätere Überlieferung aus ihnen Platonikerinnen gemacht hat. Die gegenteilige Hypothese lautet, dass sie Schülerinnen Platons waren und erst später irrtümlich als Pythagoreerinnen betrachtet wurden. Es ist auch möglich, dass es sich bei der Pythagoreerin Lastheneia und der gleichnamigen Platonikerin um zwei verschiedene Personen handelt oder dass Lastheneia eine Pythagoreerin war, die am Unterricht in der Platonischen Akademie teilnahm. 
In einem Papyrusfragment aus Oxyrhynchos ist von einer nicht namentlich genannten Philosophin die Rede, die nach Platons Tod Schülerin des Speusippos und des Menedemos von Eretria gewesen sei. Der Verfasser des fragmentarisch überlieferten Textes beruft sich auf den Philosophiegeschichtsschreiber Hippobotos und fügt hinzu, die Frau sei auch von den Peripatetikern Hieronymos von Rhodos und Aristophanes erwähnt worden. „Aristophanes“ ist ansonsten unbekannt, vielleicht wurde der Name vom Schreiber des Papyrus versehentlich falsch wiedergegeben. Bei der Philosophin dürfte es sich entweder um Axiothea oder um Lastheneia handeln.
Einer alten Überlieferung zufolge trug Axiothea Männerkleidung. Nach den nur fragmentarisch erhaltenen Academica (Academicorum index) des Philodemos tat dies auch Lastheneia. Philodemos übernahm diese Nachricht wahrscheinlich aus einem heute verlorenen Werk des Philosophiegeschichtsschreibers Diokles von Magnesia.